# HD 68332
HD 68332，又名BD+14 1850，SAO 97647、HR 3214，是一颗恒星，视星等为6.54，位于銀經209.01，銀緯24.14，其B1900.0坐标为赤經8h 6m 46.5s，赤緯+14° 24.14′ 9″。